# John Glenn Beall Jr.
John Glenn Beall Jr. (Cumberland, 19 giugno 1927 – Cumberland, 24 marzo 2006) è stato un politico statunitense, senatore per lo stato del Maryland dal 1971 al 1977 e in precedenza membro della Camera dei Rappresentanti per lo stesso stato dal 1969 al 1971.

## Biografia
Nato e cresciuto nel Maryland, Beall era figlio del noto politico James Glenn Beall. Dopo aver prestato servizio nella marina, si laureò all'Università Yale e lavorò nel ramo assicurativo.
Entrato in politica con il Partito Repubblicano come suo padre, nel 1962 venne eletto all'interno della Camera dei delegati del Maryland, la camera bassa della legislatura statale, dove restò per sei anni.
Nel 1968, quando il deputato Charles Mathias fu eletto senatore, Beall si candidò per il suo seggio alla Camera dei Rappresentanti e riuscì a divenire deputato. Dopo un solo mandato, Beall si candidò al Senato e riuscì a vincere le elezioni, sconfiggendo di misura il democratico in carica Joseph Tydings.
Nel 1976 Beall si presentò per un secondo mandato, ma risultò sconfitto con ampio margine di scarto dall'avversario democratico Paul Sarbanes. Due anni dopo si candidò alla carica di governatore del Maryland ma perse contro il democratico Harry Hughes e si ritirò a vita privata.
Morì nel 2006, all'età di settantotto anni.